# RSSOwl
RSSOwl은 RSS, Atom 뉴스 피드용 뉴스 애그리게이터이다. 자바로 기록되어 있고, 크로스 플랫폼을 유지하면서 각기 다른 운영 체제의 룩 앤드 필에 맞추기 위해 SWT를 위젯 툴킷으로 이용하는 이클립스 리치 클라이언트 플랫폼에서 제작되었으며, 이클립스 공용 허가서로 공개된 자유 소프트웨어이다.
전문 검색, 저장된 항목 검색, 통보, 필터 기능과 더불어 RSSOwl v2.1은 구글 리더와 동기화된다.